# Камни (альбом)
У этого термина существуют и другие значения, см. Камни.
«Камни» — восьмой альбом группы «Кирпичи», выпущенный в 2008 году. Альбом записан на студии Добролёт, сведён Андреем Алякринским.

## Список композиций
1. Летим по кругу (3:19)
2. Вперёд/Бодрит (2:59)
3. Все для народа (4:23)
4. Джентльмен (2:21)
5. Поэт здесь я (3:00)
6. Иди скажи женщинам (4:42)
7. Чья-то совесть (2:46)
8. Easy Way Out (3:26)
9. Давай сейчас (2:20)
10. Огнеопасно (2:59)
11. Короста (4:26)
12. Слёзы и кровь (4:48)
13. Камни (4:41)
14. Домой с победой (3:01)

## Рецензии
В очередной раз сменив оболочку, внутреннему содержанию «Кирпичи» не изменили, став разве что чуть серьёзнее. И пусть стоунер нынче - явление модное, упрекнуть «Кирпичей» в конъюнктурности язык как-то не поворачивается. Наоборот, создается ощущение, что музыканты делают только то, что нравится им самим: на пластинке нет хитов, да и звук совершенно не «радийный». В общем, «Кирпичи» теперь тяжелы как никогда, и эта тяжесть им к лицу.
 — пишет Илья Зинин в журнале Rolling Stone.

## Состав участников
Группа «Кирпичи»
- Вася Васин — вокал, гитара.
- Данила Смирнов — бас, бэк-вокал, программирование.
- Вадим Латышев (Нос) — барабаны, бэк-вокал.